# Hialofana
La hialofana és un mineral de la classe dels silicats, que pertany al grup dels feldespats. Va ser anomenada així y 1855 per Wolfgang Sartorius von Waltershausen del terme grec ύαλος (vidre) i φαίνεσθαι (assemblar-se) en al·lusió a la transparència dels cristalls de hialofana. Dana, a l'any 1892, va classificar la hialòfana com a mineral independent per al seu contingut de potassi i de bari. Actualment es considera una varietat de microclina o ortòclasi amb una quantitat important de bari. Forma part de la sèrie de la celsiana-hialofana i de la sèrie de la hialofama-ortòclasi (membre intermèdi).

## Classificació
Segons la classificació de Nickel-Strunz, la hialòfana pertany a «09.FA - Tectosilicats sense H₂O zeolítica, sense anions addicionals no tetraèdrics» juntament amb els següents minerals: kaliofil·lita, kalsilita, nefelina, panunzita, trikalsilita, yoshiokaïta, megakalsilita, malinkoïta, virgilita, lisitsynita, adularia, anortoclasa, buddingtonita, celsiana, microclina, ortosa, sanidina, rubiclina, monalbita, albita, andesina, anortita, bytownita, labradorita, oligoclasa, reedmergnerita, paracelsiana, svyatoslavita, kumdykolita, slawsonita, lisetita, banalsita, stronalsita, danburita, maleevita, pekovita, lingunita i kokchetavita.

## Característiques
La hialofana és un silicat de fórmula química (K,Ba)[Al(Si,Al)Si₂O₈]. Cristal·litza en el sistema monoclínic. La seva duresa a l'escala de Mohs és 6 a 6,5.

## Formació i jaciments
La hialofana es troba generalment en ambients de metamorfisme de contacte o associat a magmes. Va ser descrita per primer cop a la pedrera de Lengenbach, Fäld, Vall de Binn, Valais, Suïssa. S'ha descrit a tots els continents exceptuant l'Antàrtida.